# عبد الغني الككلي
عبد الغني بلقاسم خليفة الككلي، الشهير بغنيوة الككلي، (قُتل 12 مايو 2025)، كان رئيس جهاز دعم الاستقرار التابع للمجلس الرئاسي الليبي. غنيوة من مواليد مدينة بنغازي، ودخل السجن بسبب تورطه في جرائم جنائية، وبعد الإطاحة بالنظام السابق، شكل ميليشيا مسلحة تعرف بالأمن المركزي، وأصبح من الشخصيات التي تتمتع بنفوذ واسع في العاصمة طرابلس.

## ردود الفعل
- بعثة الأمم المتحدة: حثت البعثة في ليبيا على التهدئة في ظل تقارير تفيد بتصاعد التوترات في العاصمة، و«تقارير بشأن الحشد العسكري وتصاعد التوترات في طرابلس والمنطقة الغربية عموما»، ودعت جميع الأطراف إلى خفض التصعيد عاجلًا.[6][7]
- السفارة الأمريكية في ليبيا: انضمت السفارة لبعثة الأمم المتحدة للدعم في ليبيا في الدعوة للتهدئة.[8]
- السفارة التركية في ليبيا: دعت السفارة رعاياها المقيمين في العاصمة طرابلس إلى توخي الحذر، وأصدرت تنويها رسميًّا حثت فيها مواطنيها للإلتزام بتنويه وزارة الداخلية بحكومة الوحدة الوطنية حول تجنب الخروج من المنزل إلا للضرورة القصوى.[9]
- السفارة البنغلاديشية في ليبيا: طالبت السفارة رعاياها في ليبيا لـ «اتخاذ الاحتياطات اللازمة والبقاء في منازلهم بسبب الأوضاع في العاصمة».[9]